# Lucas Machuca
Lucas Machuca (Córdoba, Argentina, 7 de enero de 1992) es un baloncestista profesional argentino que se desempeña como armador en San Lorenzo de Liga Nacional de Básquet de Argentina. 
Es hermano de los también baloncestistas Jonatan Machuca y Enzo Machuca.

## Trayectoria

### Clubes
| Club              | País      | Año             |
| ----------------- | --------- | --------------- |
| Sionista          | Argentina | 2009 - 2010     |
| Instituto         | Argentina | 2011 - 2013     |
| Atenas de Mendoza | Argentina | 2013 - 2014     |
| Rocamora          | Argentina | 2014 - 2015     |
| Atlético Bell     | Argentina | 2015 - 2019     |
| Petrolero         | Argentina | 2019 - 2020     |
| Atenas de Córdoba | Argentina | 2020 - 2021     |
| Atlético Bell     | Argentina | 2021            |
| União Corinthians | Brasil    | 2021 - 2023     |
| Hispano Americano | Argentina | 2024 - 2025     |
| San Lorenzo       | Argentina | 2025 - Presente |

## Selección nacional
Machuca fue miembro de los seleccionados juveniles de baloncesto de Argentina, llegando a participar del Campeonato FIBA Américas Sub-18 de 2010.